# FociFesztivál
A FociFesztivál egy hagyományteremtő szándékkal létrehozott országos, családi sportrendezvény, egyben a magyar futball legnagyobb seregszemléje, amelynek célja a labdarúgás népszerűsítése. A fesztivált minden év utolsó nyári hétvégén tartják meg a Budapesttől húsz kilométerre fekvő Telki Edzőközpontban. A rendezvény jelmondata: „Focifesztivál – ahol mindenki labdába rúg”.

## Története

### Az első FociFesztivál
Az első FociFesztivált 2011. augusztus 27-én rendezték meg Telkiben. Az első, egész napos FociFesztiválon minden, labdarúgáshoz kapcsolható szakág megjelent, a gombfocitól kezdve a futsalon, a csocsón és a freestyle-on át egészen a strandfociig vagy a jorkyig. A rendezvényre több mint kétezren látogattak ki, a bevételt jótékony célra fordították. Az első FociFesztiválon negyed század elteltét követően ismét pályára lépett egymás ellen az 1986-os mexikói világbajnokságon drámai mérkőzést játszó magyar és volt szovjet labdarúgó válogatott. Az aranylabdás Igor Belanov, a volt Juventus-játékos, Alexandr Zavarov, a legendás kapus, Rinat Daszajev, illetve Détári, Bognár, Garaba, Nagy Antal, Kovács Kálmán, Szokolai és a többiek játéka 25 év után is parádés volt. A mérkőzés végeredménye 5–5 lett.

### II. FociFesztivál
A második FociFesztivált 2012. szeptember 1-jén, szombaton rendezi meg a Telki Edzőközpontban a Magyar Labdarúgó Szövetség.

#### Tervezett program
A II. FociFesztivál a FC Barcelona magyar csillagára emlékezik a Kubala László Kupával. A tornán részt vesz a magyar öregfiúk válogatott;
- A Kelet-Nyugat Kupán a keleti és a nyugati országrész csapatai küzdenek meg egymással;
- Sok népszerű hírességet vonultat fel a nagy hagyományú Színész–Újságíró Rangadó (SZÚR);
- Futsal felnőtt férfi, női és utánpótlás futsal válogatottak bemutató edzései, közte futsal gyakorlópálya és szabad játék;
- Egyetemi Bajnokok Ligája, az egyetemi-főiskolai kispályás futballbajnokságok győzteseinek tornája;
- Strandfoci (gyerek-torna, felnőtt válogatott);
- Lábtenisz (szabad játék és a válogatott edzései);
- Szurkolói csapatok újrajátsszák a híres BL-döntőket: Manchester-Bayern, Milan-Liverpool, Barcelona-Arsenal és Real Madrid-Juventus;
- A II. FociFesztivál vendégsportja a dzsúdó;
- László Atya Kupa keretében a szakmák csapatai versengenek, például ügyvédek, orvosok, parlamenti képviselők;
- Bicskei Bertalan tizenegyesrúgó bajnokság, freestyle bemutatók, gombfoci, csocsó, számítógépes foci, filmsátor;
- Írósátor neves előadókkal;

#### Helyszín, belépők
Globall Football Park Sporthotel, Telki. Jegyár: 500 Ft/fő